# Заграничный союз польских социалистов
Заграничный союз польских социалистов (пол. Związek Zagraniczny Socjalistów Polskich) — польская социалистическая организация, созданная на проходившем 17-23 ноября 1892 года в Париже съезде четырёх революционных организаций Польши. Эта дата принята Польской социалистической партией, как дата своего основания.